# Alexander von Pfuel

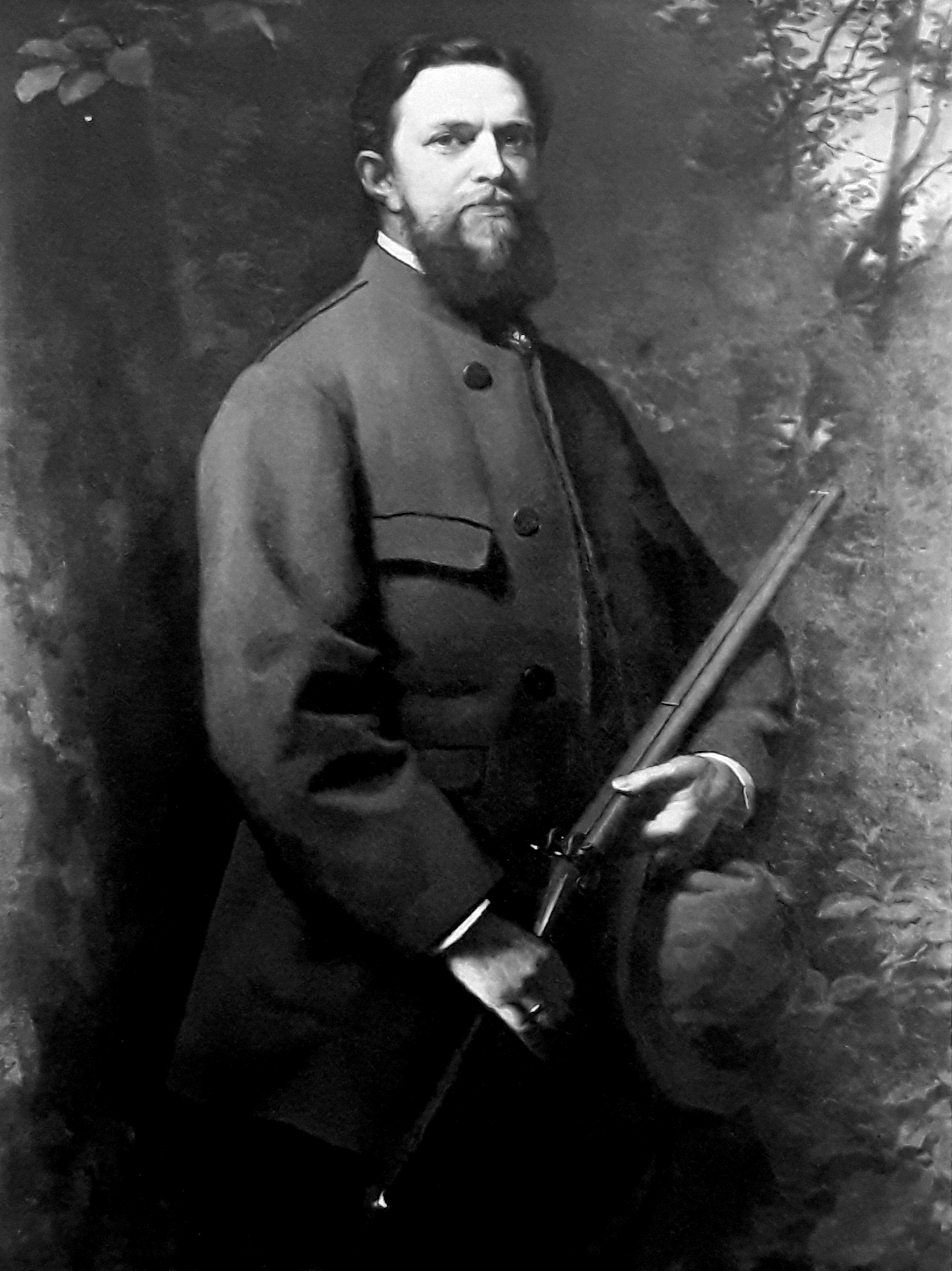
Porträt des Alexander von Pfuel (1870) von Oskar Begas

Alexander Friedrich Karl Reinhold von Pfuel (* 16. Juli 1825 in Berlin; † 15. März 1898 in Jahnsfelde) war ein preußischer Offizier und Ritterschaftsdirektor sowie Gutsherr auf Jahnsfelde.

## Leben
Pfuel stammte aus dem alten in Jahnsfelde in der Märkischen Schweiz ansässigen Adelsgeschlecht von Pfuel. Er war der Sohn des Generalleutnants Friedrich Heinrich Ludwig von Pfuel und der Klara Maria von Rochow (1796–1865) aus dem Hause Goltzow. Seine Mutter war die einzige Tochter der Caroline de la Motte Fouqué (siehe, Theodor Fontane: Effi Briest). Sein Bruder Gustav von Pfuel war der Schwiegervater des Reichskanzlers Theobald von Bethmann Hollweg. Der preußische Premierminister Ernst von Pfuel war sein Onkel. Pfuels Großvater Ludwig von Pfuel, war der Hofmarschall des Prinzen Friedrich Wilhelm von Preußen.
Pfuel avancierte in der Preußischen Armee bis zum Leutnant. Nach der Zeit beim Militär widmete Pfuel sich der Bewirtschaftung seines Ritterguts. Im Mai 1870 leitete Pfuel umfangreiche Baumaßnahmen am Schloss Jahnsfelde ein, welche bis 1875 dauerten. Mit den im neogotischen Stil fertiggestellten Anbauten an beiden Giebelseiten des Hauptbaus, war eine großzügige Erweiterung des Schlosses entstanden. In der brandenburgischen Ritterschaft avancierte Pfuel zum Ritterschaftsdirektor des Kur- und Neumärkisches Ritterschaftliches Kreditinstituts.
In den frühen sechziger Jahren des 18. Jahrhunderts stand Pfuel in regem Austausch mit Theodor Fontane über die Familiengeschichte derer von Pfuel, welche Fontane im Band Oderland seiner Wanderungen durch die Mark Brandenburg verarbeitete.
Pfuel heiratete am 12. August 1862 auf Schloss Seifersdorf Anna Emilie Henriette Mathilde (1835–1918), geb. Gräfin von Brühl, die Tochter des preußischen Generalintendanten der Schauspiele und der Museen Karl Graf von Brühl und der Gräfin Jenny von Pourtalis (1795–1884). Sie war die Enkeltochter des Hanns Moritz und der Christina von Brühl. Der kurfürstlich-sächsische und königlich-polnische Premierminister Heinrich Reichsgraf von Brühl und seine Frau Maria Anna Franziska Gräfin von Kolowrat-Krakowsky (1717–1762) waren ihre Urgroßeltern.
Aus der Ehe gingen drei Kinder hervor:
- Ursula Augusta Johanna (1869–1945)[2]
- Heino Friedrich Albrecht (1871–1916), preußischer Rittmeister im 1. Brandenburgischen Dragoner-Regiment Nr. 2, Erbe[3] und Fideikommiss-Herr auf Jahnsfelde, Rechtsritter[4] des Johanniterordens, im Ersten Weltkrieg tödlich verwundet ⚭ 1902 Leopoldine (Leonie) Karola Julie Henriette von Rohr (1876–1941). Sie waren die Eltern des Curt-Christoph von Pfuel.
- Gertrud Barbara Klara (1873–1956)

Im 1879 erstmals amtlich publizierten Generaladressbuch der Ritterguts- und Gutsbesitzer für das Königreich Preussen, Provinz Brandenburg, wird sein Jahnsfelde als Rittergut mit 996 ha dargestellt, davon 296 ha Wald. Zum Gutsbetrieb gehörte eine Brennerei und eine Ziegelei. Die Daten des Besitzes blieben stabil, 1896 besaß der einen Umfang von 1020 ha und einer modernen intensiven landwirtschaftlichen Nutzung.

## Auszeichnungen und Ehrungen
- Er war seit 1872 Rechtsritter des Johanniterordens, Mitglied der Brandenburgischen Provinzial-Genossenschaft und zuletzt deren Schatzmeister.[7]